# Łapiguz (Siedlęcin)
Łapiguz – część wsi Siedlęcin, w Polsce, położona w województwie dolnośląskim, w powiecie karkonoskim, w gminie Jeżów Sudecki.
W latach 1975–1998 miejscowość należała administracyjnie do województwa jeleniogórskiego.